# Feminisme de la igualtat de diferències
Front els problemes que trobem al segle XXI es proposa un moviment com a resposta. El feminisme dialògic és una eina amb la qual cal treballar per a aconseguir una igualtat global entre totes les dones, superant qualsevol tipus de barreres ja siguin culturals, socials, econòmiques, laborals, de classe o educatives,  ja que, totes elles, tenen la capacitat per convertir-se en éssers transformadors de la pròpia realitat social per fer front a totes les desigualtat que són presents encara en l'actualitat.
Aquest feminisme agafa molta importància a la figura de la dona, és a dir, a totes i cada una d'elles, no extreu a cap col·lectius o àmbit en específic. Per tant, pren rellevància, en la seva totalitat, les veus de les protagonistes, amb la finalitat de prendre decisions i d'aquesta manera es converteix en una corrent igualitària i inclusiva.
També, busca intervenir entre la igualtat i la diferència, tot fent de moderador, vist que altres feminismes no han aconseguit i s'han basat en extrems. Per aconseguir aquesta mediació és realitza tot un treball on la base d'aquest és el diàleg entre tots els bàndols.

## Característiques
Aquest feminisme de la igualtat de diferències es caracteritza pel següents trets:
- La base la trobem en la inclusió amb solidaritat i cooperació per adaptar-se als continus canvis, la capacitat de globalitzar per tal d'aconseguir que totes les dones estiguin representades i la creativitat com a eina generadora de noves idees per fer front i crear noves pràctiques transformadores.
- La seva eina principal és el diàleg.
- Fa propostes innovadores de crear nous espais on prenguin veu.

## Antecedents
El feminisme és un moviment que ha anat evolucionant al llarg dels anys i de la història.
Després de continus canvis, a mitjans del segle xix i XX cat van establir els principals moviments de lluita de les dones.
Gràcies a l'evolució dels diferents moviments feministes es va arribar establir el que coneixem actualment com a feminisme dialògic.
Per poder comprendre del tot bé aquest feminisme, cal parlar dels seus antecedents.
El feminisme Modern es va iniciar amb dones que van participar en la revolució Francesa i en aquest moviment les dones defensaven els seus drets com la justicia o la democràcia donant lloc al feminisme liberal.
El feminisme Modern es va iniciar amb dones que van participar en la revolució Francesa i en aquest moviment les dones defensaven els seus drets com la justicia o la democràcia donant lloc al feminisme liberal.
Aquest últim ens parla d'aconseguir els drets polítics i laborals de la dona de la classe mitjana. Aquest moviment dona molta importància a l'educació com a via per aconseguir una igualtat de drets i oportunitats.. A més, dona dret a tot ciutadà a decidir per quines són les seves funcions.
Per altra banda, trobem el feminisme Contemporani. Aquest neix als Estats Units a la dècada dels anys 60. Pren com a objectiu conèixer el paper de les dones en les organitzacions polítiques i així puguin empoderar-se i crear tot un moviment d'alliberació i lluita. En aquesta mateixa època, trobem el feminisme radical.
A partir dels anys 80 comencen a desenvolupar-se d'altres feminisme degut a les diferents interpretacions que les persones fan del contemporani. Alguns clars exemples serien: el feminisme lèsbic, els psicoanalític, el postmodernista, postestructural, el feminisme de la diferència i per acabar, l'institucional.
A partir de tots aquest feminisme i la seva evolució, apareix allò conegut com “ La segona ola”.
En aquesta apareix una nova generació feminista que agrupa a dones crítiques que busquen i estan preparades per lluitar per la justícia de la dona en els diferents àmbits de l'actualitat.
Als inicis del segle XXI apareixen moltes modificacions dels diferents feminismes i surt a la llum el feminisme dialògic que busca aquesta inclusió e igualtat impossible d'aconseguir fins ara.